# Lani O'Grady
Lani O'Grady, pseudonimo di Lanita Rose Agrati (Walnut Creek, 2 ottobre 1954 – Santa Clarita, 25 settembre 2001), è stata un'attrice statunitense, principalmente nota per la sua interpretazione di Mary Bradford, figlia aspirante dottoressa, nel telefilm La famiglia Bradford, dal 1977 al 1981.

## Biografia
Figlia di una talent scout televisiva, sorella dell'attore e musicista Don Grady, iniziò a recitare a tredici anni, nel 1967, nella serie televisiva Ai confini dell'Arizona. Dopo diverse partecipazioni a serie statunitensi di successo, entrò nel primo cast del telefilm che le diede il successo, La famiglia Bradford. A conclusione della serie apparve sporadicamente in opere televisive, ricoprendo l'ultimo ruolo rilevante nel 1990, nella soap opera Il tempo della nostra vita.
In quegli anni le vennero riscontrate agorafobia e vuoti di memoria, che la spinsero ad allontanarsi dalle scene, dedicandosi al ruolo di agente di spettacolo. L'abuso di farmaci, a seguito degli attacchi di panico sempre più frequenti, la portò alla morte per intossicazione, nella sua casa californiana, nel 2001.

## Filmografia parziale
- Ai confini dell'Arizona (The High Chaparral) – serie TV, episodio 3x01 (1969)
- Massacro al Central College (Massacre at Central High), regia di Rene Daalder – film TV (1976)
- La famiglia Bradford (Eight Is Enough) – serie TV, 112 episodi (1977-1981)
- Quincy (Quincy, M.E.) – serie TV, episodio 7x09 (1982)
- La famiglia Bradford: Festa di compleanno (Eight Is Enough: A Family Reunion), regia di Harry Harris – film TV (1987)